# Mancozeb
Mancozeb (také mankozeb) je pesticid proti plísním (fungicid), který patří do chemické rodiny dithiokarbamátů. Od počátku 60. let 20. století byl široce používán v zemědělství k ochraně významných hospodářských rostlin, především brambor nebo cukrové řepy. Od začátku roku 2022 je jeho používání v EU zakázáno.

## Rozsah užívání a přípravky s obsahem mancozebu
Kromě brambor a cukrové řepy se mancozeb v ČR hojně užíval k postřiku pšenice, vinné révy, jabloní, hrušní, jahodiníku, cibule, květáku, okurek, rajčat, některých květin aj.
V České republice podle statistiky za rok 2019 rozprášili zemědělci na polích a v sadech přes 84 000 litrů mancozebu. Na brambory přes 36 000 litrů, na olejniny přes 21 000 litrů, na ovoce přes 14 000 litrů, na zeleninu přes 10 000 litrů a na vinnou révu více než 1000 litrů. V minulosti však byla spotřeba tohoto fungicidu podstatně větší – v polovině 90. let bylo jen na brambořištích ročně rozprášeno více než 200 000 litrů mancozebu.
Registr přípravků na ochranu rostlin uvádí 74 přípravků s účinnou látkou mancozeb: Acrobat MZ, Acrobat MZ WG, Acrobat MZ 69 WG, Acrobat Plus WG, Anthra WP, AV Acro WG, AV ManCym, Avtar 75 NT, BEC Moxeb, Brestan 10 MZ, COZEP, Criterium, Curzate Gold, Curzate M, Curzate M WG, Curzate SM, Dimeth MZ WG, Dithane Cupromix, Dithane DG, Dithane DG Neotec, Dithane M 45, Dithane Neo Tec, Drago, Electis, Emendo M, Euro-Chem Cozep, Euro-Chem Mancomorph 690, Euro-Chem Manconil 725, Fantic M, Filder 69 WG, Fortuna Gold, FUDAN GOLD, Galben M, MANCOMORPH 690, Mancozeb-Q 75 WG, Manfil 75 WG, Manfil 80 WP, Mankozeb 75 Neo, Manzate 75 WG, Mastana SC, Mikal M, Moonlight, Moximate 725 WG, Moximate 725 WP, Nautile DG, Nautile WP, Novomorf 65 DP, Novozir MN 80, NOVOZIR MN 80 NEW, Palmas, Penncozeb 75 DG, Profilux, Revus MZ, Ridomil Gold MZ Pepite, Ridomil Gold MZ WP, Ridomil Gold MZ 68 WP, Ridomil MZ 72 WP, Ripost M, Rondo M, Sanblite, Sandofan M 8, Sereno, Systhane MZ, Tattoo, Topas MZ 62 WP, Tridal MZ, Trimanoc DG, Unikat Pro, UNSERACROBAT WG, Valbon, Valis M, Vitavax MZ, Zampro Duo, Zetanil WG.

## Nebezpečnost a zákaz používání
Mancozeb se v těle zvířat a člověka mění na ethylenthiomočovinu (ETU). V 70. letech 20. století se v experimentech ukázalo, že ETU vyvolává u pokusných zvířat rakovinu jater a rakovinu štítné žlázy. Později byla ETU zařazena mezi látky pokládané za karcinogeny. V roce 2019 Evropský úřad pro bezpečnost potravin vyhodnotil  mancozeb jako endokrinní disruptor.
Další nepříznivá zjištění přinesly výzkumy, které se zabývaly vlivem pesticidů na rozmnožování, nervový systém nebo na vznik rakoviny. Jednalo se o rozmanité pokusy s laboratorními zvířaty a také o epidemiologické studie zkoumající zdravotní problémy lidí, kteří s pesticidy nakládají. Když Evropská unie schválila dnes platnou regulaci používání pesticidů, došli experti švédské agentury pro chemické látky KEMI k závěru, že mancozeb splňuje kritéria nebezpečnosti, na jejichž základě by už neměl být v EU v budoucnu povolen jakožto látka narušující hormonální systém. V roce 2016 skupina amerických vědců došla k závěru, že mancozeb by měl být považován za nebezpečný pro lidskou reprodukci a vývoj.
Používání mancozebu bylo od 4. ledna 2022 zakázáno Prováděcím nařízením komise (EU) 2020/2087 ze dne 14. prosince 2020, a to vzhledem ke skutečnosti, „že je klasifikován jako toxický pro reprodukci kategorie 1B“ (chemikálie narušující rozmnožování) „a že jsou splněna nová kritéria k identifikaci vlastností vyvolávajících narušení činnosti endokrinního systému u lidí a s největší pravděpodobností u necílových organismů.“